# Ureo Egawa
Ureo Egawa (江川宇礼雄, Egawa Ureo) est un acteur japonais né le 7 mai 1902 et mort le 20 mai 1970.

## Biographie
Ureo Egawa tourné dans près de 180 films entre 1921 et 1964.

## Filmographie sélective
- 1931 : La Ligne de la vie ABC (生活線ＡＢＣ, Seikatsu-sen ABC?) de Yasujirō Shimazu

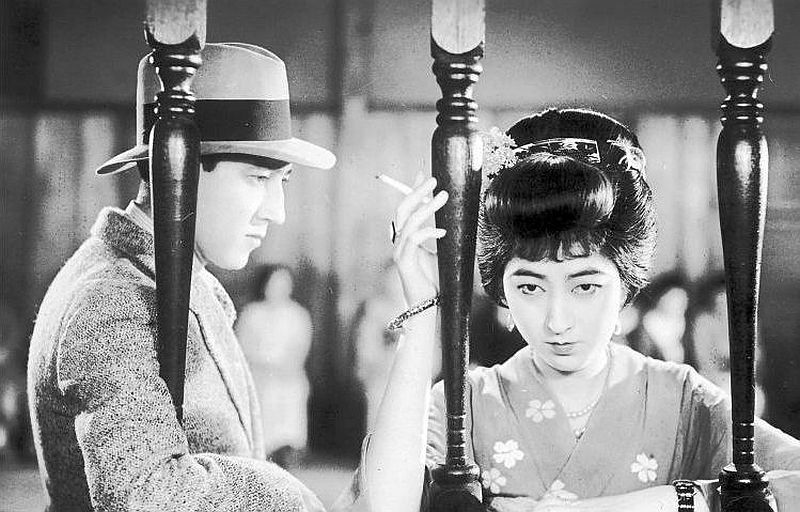
Ureo Egawa et Michiko Oikawa dans Jeunes filles japonaises sur le port (1933).

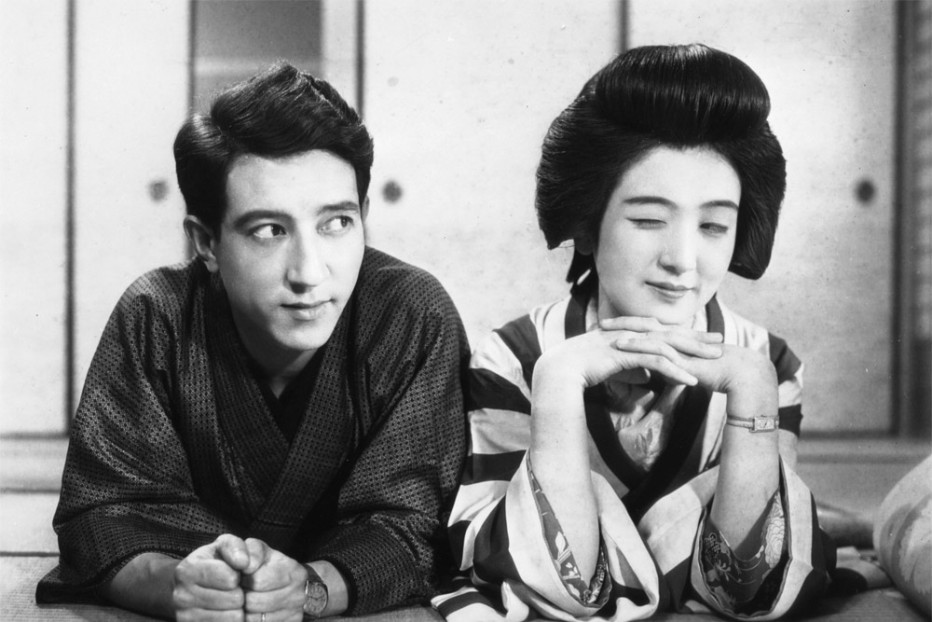
Ureo Egawa et Hiroko Kawasaki dans Ureshii koro (1933).

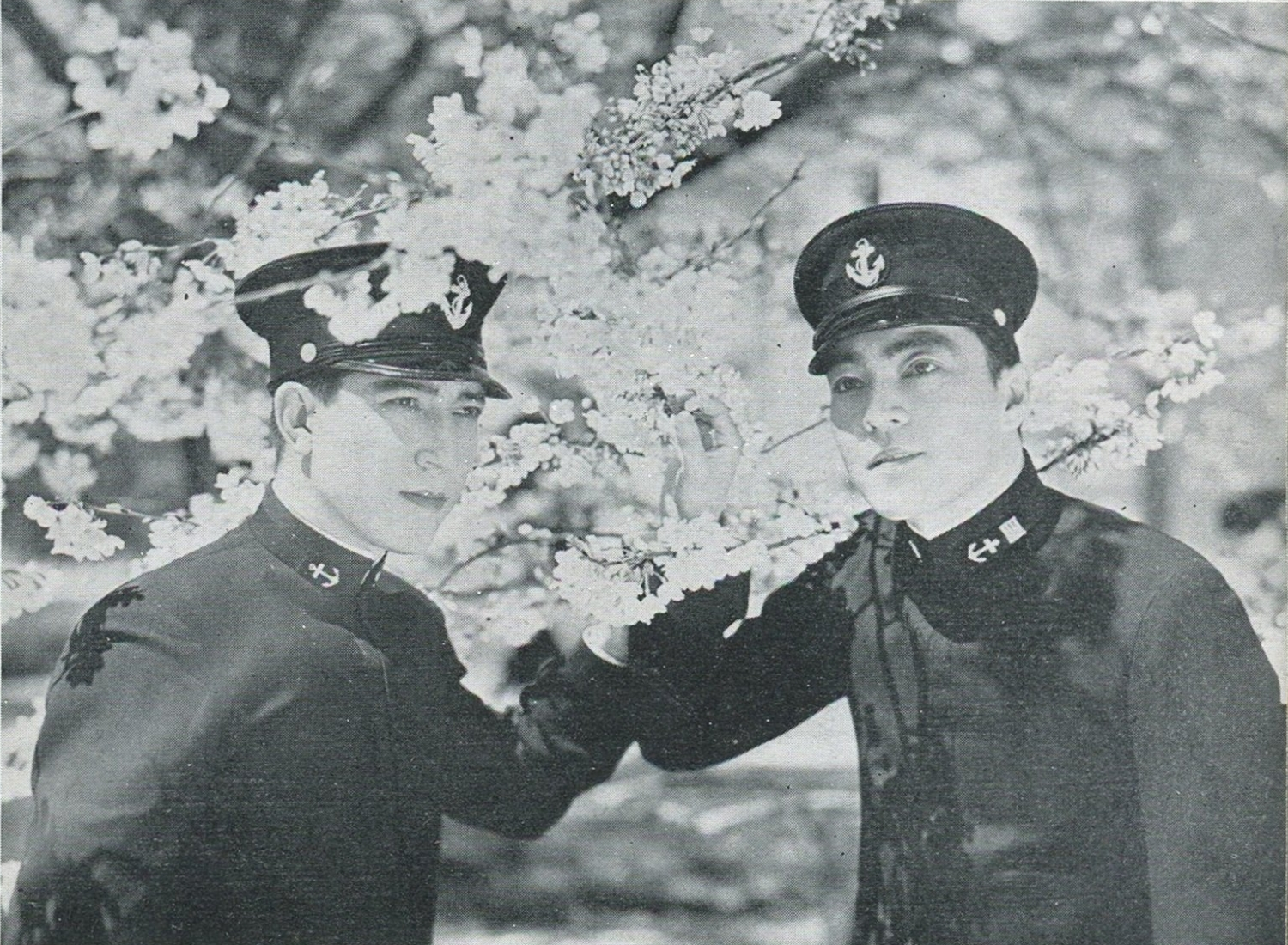
Ureo Egawa et Jōji Oka dans Le Grand Japon pays de mer (1935).

- 1931 : Les Sept mers, partie 1 : Virginité (七つの海 前篇 処女篇, Nanatsu no umi: Zenpen: Shojo hen?) de Hiroshi Shimizu
- 1932 : Les Sept mers, partie 2 : Chasteté (七つの海 後篇 貞操篇, Nanatsu no umi: Kōhen: Teisō hen?) de Hiroshi Shimizu
- 1932 : Un printemps mité (蝕める春, Mushibameru haru?) de Mikio Naruse : Seichirō Komori
- 1932 : Les nuits blanches sont lumineuses (白夜は明くる, Byakuya wa akuru?) de Hiroshi Shimizu : Shōichirō Amagasaki
- 1932 : Où sont les rêves de jeunesse ? (青春の夢いまいづこ, Sheishun no yume imaizuko?) de Yasujirō Ozu : Tetsuo Horino
- 1932 : Zone de tempête (暴風帯, Bōfūtai?) de Hiroshi Shimizu
- 1933 : Les Rêves de la jeune fille mariée (花嫁の寝言, Hanayome no negoto?) de Heinosuke Gosho : Enatsu
- 1933 : Une femme de Tokyo (東京の女, Tōkyō no onna?) de Yasujirō Ozu : Ryoichi
- 1933 : Après notre séparation (君と別れて, Kimi to wakarete?) de Mikio Naruse : un client
- 1933 : Jeunes filles japonaises sur le port (港の日本娘, Minato no nihon musume?) de Hiroshi Shimizu : Henry
- 1933 : Our Happy Day (嬉しい頃, Ureshii koro?) de Hiromasa Nomura : Yasuo Tsuda
- 1933 : La Fille et le Clairon (ラッパと娘, Rappa to musume?) de Yasujirō Shimazu
- 1935 : Le Grand Japon pays de mer (海国大日本, Kaikoku Dainippon?) de Yutaka Abe
- 1941 : La Jeune Épouse de mon frère (兄の花嫁, Ani no hanayome?) de Yasujirō Shimazu
- 1941 : Les Coquelicots (虞美人草, Gubijinsō?) de Nobuo Nakagawa : Hajime Munechika
- 1941 : L'Homme qui a disparu hier (昨日消えた男, Kinō kieta otoko?) de Masahiro Makino
- 1942 : La Jeunesse de l'espoir (希望の青空, Kibo no aozora?) de Kajirō Yamamoto
- 1942 : La Terre verte (緑の大地, Midori no daichi?) de Yasujirō Shimazu
- 1944 : Yottsu no kekkon (四つの結婚?) de Nobuo Aoyagi
- 1946 : L'Ennemi du peuple (民衆の敵, Minshu no teki?) de Tadashi Imai
- 1947 : Sakura ondo: Kyō wa odotte (さくら音頭 今日は踊って?) de Kunio Watanabe
- 1947 : Kakedashi jidai (かけ出し時代?) de Kiyoshi Saeki
- 1948 : Ano yume kono uta (あの夢この歌?) de Kunio Watanabe
- 1948 : Danshichi le cheval noir (黒馬の団七, Kuro uma no Danshichi?) de Hiroshi Inagaki
- 1948 : Fuji sanchō (富士山頂?) de Kiyoshi Saeki
- 1949 : L'Apparition du capuchon blanc (白頭巾現わる, Shirozukin arawaru?) de Hiroshi Inagaki
- 1952 : Les Fossettes de Tokyo (東京のえくぼ, Tokyo no ekubo?) de Shūei Matsubayashi
- 1956 : Onna Keirin-ō (女競輪王?) de Kiyoshi Komori : Mitarai
- 1957 : L'Empereur Meiji et la guerre russo-japonaise (明治天皇と日露大戦争, Meiji tennō to nichiro daisensō?) de Kunio Watanabe : Yamamoto Gonnohyōe
- 1957 : Escapade au Japon (Escapade in Japan) d'Arthur Lubin : le chef de la police de Kyoto
- 1958 : Fleurs d'équinoxe (彼岸花, Higanbana?) de Yasujirō Ozu : Nakanishi
- 1959 : Le Détective de l'ombre (影法師捕物帖, Kagebōshi torimonochō?) de Nobuo Nakagawa